# Sasso (Cerveteri)
Il piccolo paese di Castel del Sasso o semplicemente Sasso, frazione del comune di Cerveteri nella città metropolitana di Roma Capitale, conserva la struttura ma soprattutto l'atmosfera di un antico borgo medievale.

## Descrizione
Il nome deriva dall'incombente mole di una rupe trachitica che sovrasta l'abitato da breve distanza, alle pendici della vasta formazione di Monte Santo; il picco roccioso, primo titolare del nome Sasso, è chiamato dagli abitanti "Scoglio di Sant'Antonio" o anche "Il Monte" e conserva scarsi resti di murature antiche risalenti al XII secolo. Un'altra tradizione fa derivare il suo nome dal latino Saxo, cioè Sassone, poiché, a quanto si dice, gruppi di uomini provenienti dalla Sassonia si insediarono qui durante il Medioevo. 

La vasta area che comprende il Sasso e Monte Santo, rilevata rispetto all'attuale abitato, fu sede di un grande villaggio dell'età del bronzo finale e della prima età del ferro (secoli XII-VIII a.C.) di cui rimangono tutto intorno le sepolture, come al solito depredate a fini di lucro; tra le tombe della prima età del ferro di Monte Sughereto una barca interrata, senza traccia di ossa, è stata interpretata come cenotafio di un individuo scomparso in mare.

## Storia
Nel XII secolo appartenne a Pietro detto Latro della famiglia romana dei Corsi che lo avevano ottenuto a garanzia di un pegno dalla Chiesa, per essere poi occupato dai signori della Tolfa e dai conti di Galeria; tornato alla Chiesa nel 1254, nel 1290 è già parte del patrimonio dei Romani/Bonaventura erede dei Venturini, insieme con Cerveteri, Giuliano, Campo di Mare e Torricella, che continuavano a possederlo durante la metà del secolo XIV quando venne conteso dalla famiglia dei Prefetti di Vico. Nel secolo XV diviene proprietà dell'arcispedale di Santo Spirito in Saxia che lo cederà nel 1534 ai Patrizi di Siena già proprietari del tenimento di Castel Giuliano e che nel 1665 vennero unitamente erette in marchesato per la stessa famiglia.
Le mura merlate che fanno da porta al borgo portano in effigie lo stemma della famiglia Patrizi, che acquistato il tenimento nel secolo XVI, volle dare al centro del borgo una conformazione cinquecentesca.

La chiesa di Santa Croce, la quale dà il nome anche alla piazza su cui si affaccia, fu fondata nel XVI secolo da Filippo Patrizi. La cappella della Madonna è stata aggiunta solo nel 1642. Nel XVII secolo con la estinzione dei Patrizi nella famiglia Naro il Sasso venne ereditato da questi ultimi con titolo di marchesato.
Tra le località di interesse preistorico e archeologico dei dintorni:
La grotta Patrizi sul Monte delle Fate, che ospitava la sepoltura neolitica di un individuo deforme con cranio trapanato in vita (a partire dai materiali della grotta la paletnologia italiana ha definito l'aspetto archeologico detto del Sasso).
Gli abitati del bronzo medio del Sassone, di Monte li Pozzi e del Fosso Norcino, attribuibili all'aspetto stilistico "appenninico". 
Le tombe ad incinerazione dell'età del bronzo finale di Muracciola, Grottebarche, Montorgano e Pontoni.
L'abitato e le necropoli protostoriche di Monte Tosto.

## Caratteristiche fisiche
Il Sasso si trova a circa 311 m s.l.m. ed ha un clima mediterraneo mitigato leggermente dall'altitudine, infatti le temperature al Sasso sono molto spesso inferiori di almeno due gradi centigradi rispetto a quelle di Cerveteri che si trova 219 metri più in basso. Gli inverni sono miti con una temperatura minima media di circa 1,5 gradi centigradi ed una massima di circa 11 gradi centigradi. Le estati sono calde e a volte afose. Le temperature massime a luglio si aggirano in media attorno ai 32 °C e le minime attorno ad i 20,5 °C, ma durante le giornate particolarmente calde si possono superare anche i 40 °C.
Le piogge si concentrano tra il tardo autunno e l'inizio della primavera. D'inverno, soprattutto a febbraio, si possono verificare delle nevicate che possono anche durare tutta la giornata, ma di solito la neve non rimane al suolo per più di un giorno. In passato nevicava quasi ogni anno, mentre oggi il fenomeno è divenuto più raro.
La più grande nevicata che si verificò al Sasso nel secolo precedente fu nel 1956: in questo anno ci furono nevicate frequenti nel periodo che va da gennaio a marzo, la neve cadde anche in aprile e rimase al suolo fino a maggio.
Le ultime due grandi nevicate si sono verificate il 3 e il 10 febbraio 2012 con accumuli dai 40 cm a un metro nei luoghi più esposti.

## Tradizioni locali
Le due feste religiose principali del paese sono il 14 settembre (Esaltazione della Santa Croce, le cui reliquie sono conservate nella chiesa del paese) e il 17 gennaio (giorno dedicato al patrono del paese, Sant'Antonio abate).
Fino a qualche decennio fa in questa occasione era tradizione fare il cosiddetto focarone, che consisteva in un grande falò acceso nella piazza del paese sul quale si cuocevano salsicce e altri prodotti locali.
Durante la festa di Sant'Antonio vengono portati in processione per il paese la statua e gli stendardi del santo, mentre i fedeli cantano il tradizionale Canto a Sant'Antonio. L'inno sacro è, in realtà, composto da due canti distinti: il primo è più antico e ha una melodia molto simile all'inno O dei miracoli dedicato a Sant'Antonio da Padova. Il secondo canto è, invece, più moderno: testo e melodia furono composti da un anonimo autore sassaiolo durante la seconda guerra mondiale. Sotto si riporta il testo dell'inno. Gli ultimi due versi di ogni strofa del primo canto e l'ultimo verso del secondo canto si ripetono due volte.
Primo canto:

A noi rivolgi il grido santo,

lo sguardo amabile dal paradiso,

tutti professano per te gran fé,

o Sant'Antonio prega per me.
All'alma nostra ognor difendi

d'ogni periglio del rio dragone,

sì che ripetasi sempre con fé:

"O Sant'Antonio prega per me".
Nella terribile estrema agonia

dal cielo mostraci la tua possanza

e l'alma nostra prendi con te,

o Sant'Antonio prega per me.
Proteggi il Sasso, padre amoroso,

stendi su tutti la santa mano,

sì che ripetasi sempre con fé:

"O Sant'Antonio prega per me".
Secondo canto:

Ti salutiamo egregio Sant'Antonio

raccolti ai pie' del tuo santo altar;

odi la voce e il grido di che ti ama,

di chi t'implora in terra e sul mar,

glorioso santo del Sasso protettor,

egregio Sant'Antonio per noi prega il Signor.

## Luoghi di culto
- Chiesa di Santa Croce
- Santuario di Sant'Antonio Abate al Monte Santo